# Wereldkampioenschappen tafeltennis 2018
Het wereldkampioenschap tafeltennis 2018 voor landenteams werd van 29 april tot 6 mei 2018 gehouden in de Halmstad Arena te Halmstad, Zweden. Het is de vierenvijftigste editie van dit kampioenschap. Zowel bij de mannen als bij de vrouwen begon China aan het toernooi als titelverdediger.
Dit artikel behandelt alleen het toernooi Championships Division toernooi van de 24 hoogst geplaatste landen. De tweede en derde divisie toernooien die tegelijkertijd plaatsvonden blijven onbehandeld.

## Uitslagen
| Categorie           | Goud                                                       | Zilver                                                                              | Brons |
| ------------------- | ---------------------------------------------------------- | ----------------------------------------------------------------------------------- | --- |
| Mannenteam Details  | China Fan Zhendong Lin Gaoyuan Ma Long Wang Chuqin Xu Xin  | Duitsland Timo Boll Ruwen Filus Patrick Franziska Dimitrij Ovtcharov Bastian Steger | Zuid-Korea Jang Woo-jin Jeong Young-sik Kim Dong-hyun Lee Sang-su Lim Jong-hoon Zweden Anton Källberg Kristian Karlsson Mattias Karlsson Truls Möregårdh Jon Persson                   |
| Vrouwenteam Details | China Chen Meng Ding Ning Liu Shiwen Wang Manyu Zhu Yuling | Japan Hina Hayata Miu Hirano Kasumi Ishikawa Mima Ito                               | Hongkong Doo Hoi Kem Lee Ho Ching Mak Tze Wing Ng Wing Nam Minnie Soo Wai Yam Korea Cha Hyo-sim Choe Hyon Hwa Jeon Ji-hee Kim Nam Hae Kim Song-i Suh Hyo-won Yang Ha-eun Yoo Eun-chong |